# Saint-Michel-de-la-Roë
Saint-Michel-de-la-Roë é uma comuna francesa na região administrativa da Pays de la Loire, no departamento de Mayenne. Estende-se por uma área de 13,22 km². Em 2010 a comuna tinha 266 habitantes (densidade: 20,1 hab./km²).